# KTM Duke
La KTM Duke è una famiglia di motocicletta di tipo naked prodotta dalla casa motociclistica austriaca KTM dal 1994.

## La prima serie
Al momento della presentazione venne resa disponibile con due motori a quattro tempi monocilindrici raffreddati a liquido, derivati da quelli dell'enduro LC4: uno di 398 cm³ (alesaggio 95 mm, corsa 56,2 mm, 42 CV a 8250 giri/min) e uno di 609 cm³ (alesaggio 101 mm, corsa 76 mm, 56 CV a 7250 giri/min). Commercializzate come Duke 400 e Duke 620, rimasero in produzione sino al 1998, anno in cui fu presentata una versione speciale battezzata Last Edition, prodotta in soli 400 esemplari.
La moto aveva un telaio a tubi con trave e culla sdoppiati, la forcella White Power "Roma" era a steli rovesciati, il forcellone era munito di leveraggi e agiva su un monoammortizzatore White Power. L'impianto frenante consisteva in un freno a disco Brembo da 320 mm all'anteriore, accoppiato a una pinza fissa a 4 pistoncini, e da un disco da 220 con una pinza flottante a singolo pistoncino al posteriore; gli pneumatici erano da 120/70-17 all'anteriore e da 160/60-17 al posteriore (150/60-17 dal 1996).
L'alimentazione era attraverso un carburatore Dell'Orto PHM 40 SD (PHM 38 SD per la "400"); la trasmissione prevedeva un cambio a 5 marce con rapporti studiati per l'impiego stradale. L'avviamento inizialmente era esclusivamente a pedale, ma dal 1996 venne integrato anche l'avviamento elettrico.
Esteticamente presentava un cupolino munito di un doppio faro rotondo disposto in orizzontale e che integrava la strumentazione; per altri particolari riprendeva vagamente le linee delle moto da motard, con la sella allungata, i portanumeri laterali, mentre il parafango è basso, fissato sulla ruota anteriore.
Dal 1996 si affiancò ad esse la Sting 125, con estetica identica e motore a due tempi monocilindrico di 124,7 cm³ (alesaggio 56 mm, corsa 50,7 mm, 13,4 CV a 7500 giri/min) alimentato da un carburatore Dell'Orto da 28 mm, con cambio a 6 marce e avviamento elettrico. I freni erano identici a quelli delle sorelle maggiori, mentre cambiavano gli pneumatici (110/70-17 all'anteriore, 130/70-17 al posteriore).

## La seconda serie

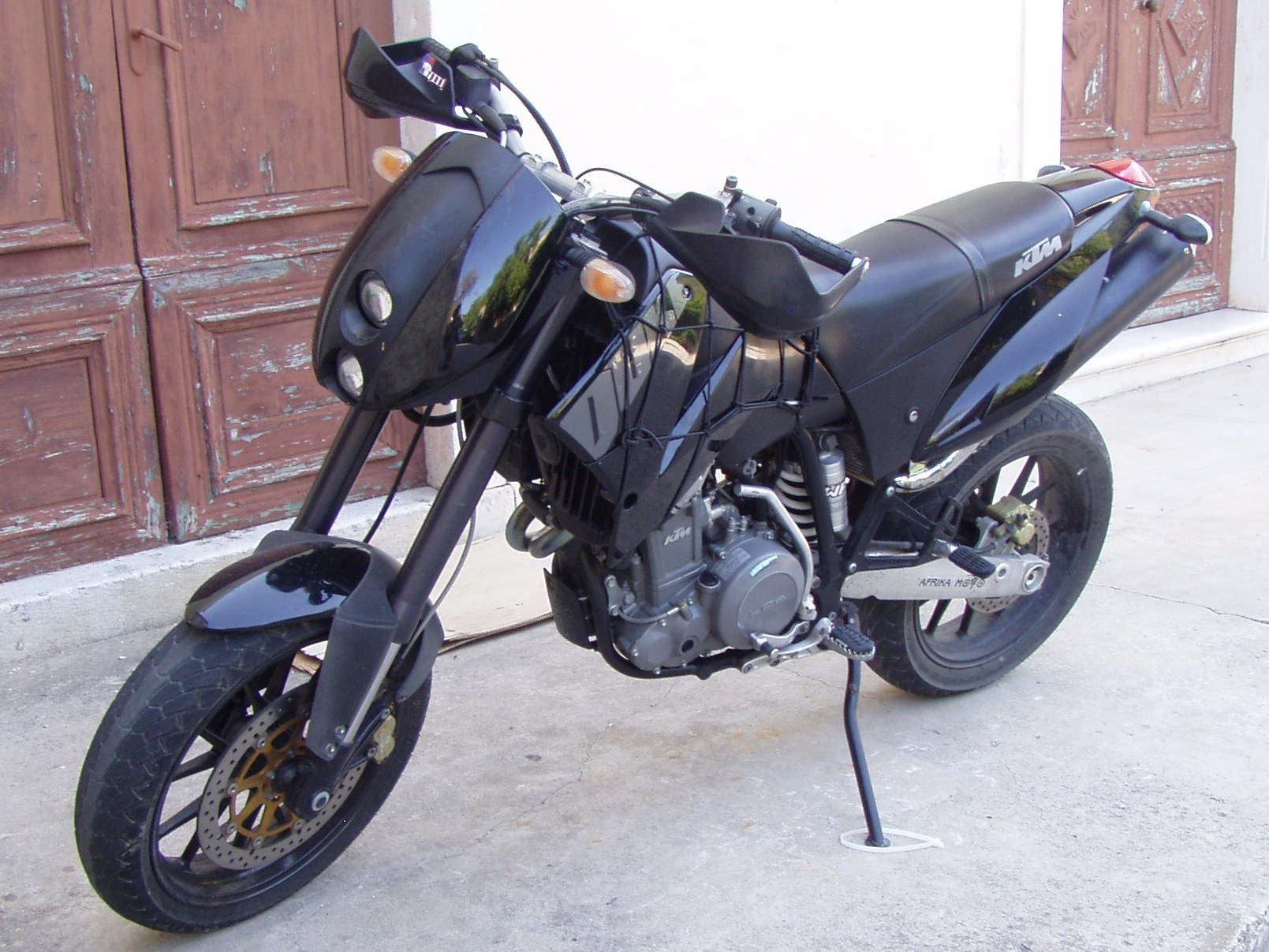
KTM Duke 640

Nel 1999 venne presentata l'evoluzione della Duke, ora denominata commercialmente Duke 640 con un nuovo propulsore portato a 625 cm³ (con l'alesaggio invariato e la corsa aumentata a 78 mm).
Altre differenze rispetto alla progenitrice furono l'introduzione dell'avviamento elettrico pur mantenendo l'avviamento a pedale, il nuovo forcellone in alluminio invece che scatolato in acciaio, il serbatoio portato dagli originali 10,3 a 11,5 litri e la nuova linea più rotondeggiante e rastremata. Il cupolino venne compattato e i fari vennero disposti verticalmente.
Questa seconda versione rimase in produzione fino al 2006.

## La terza serie

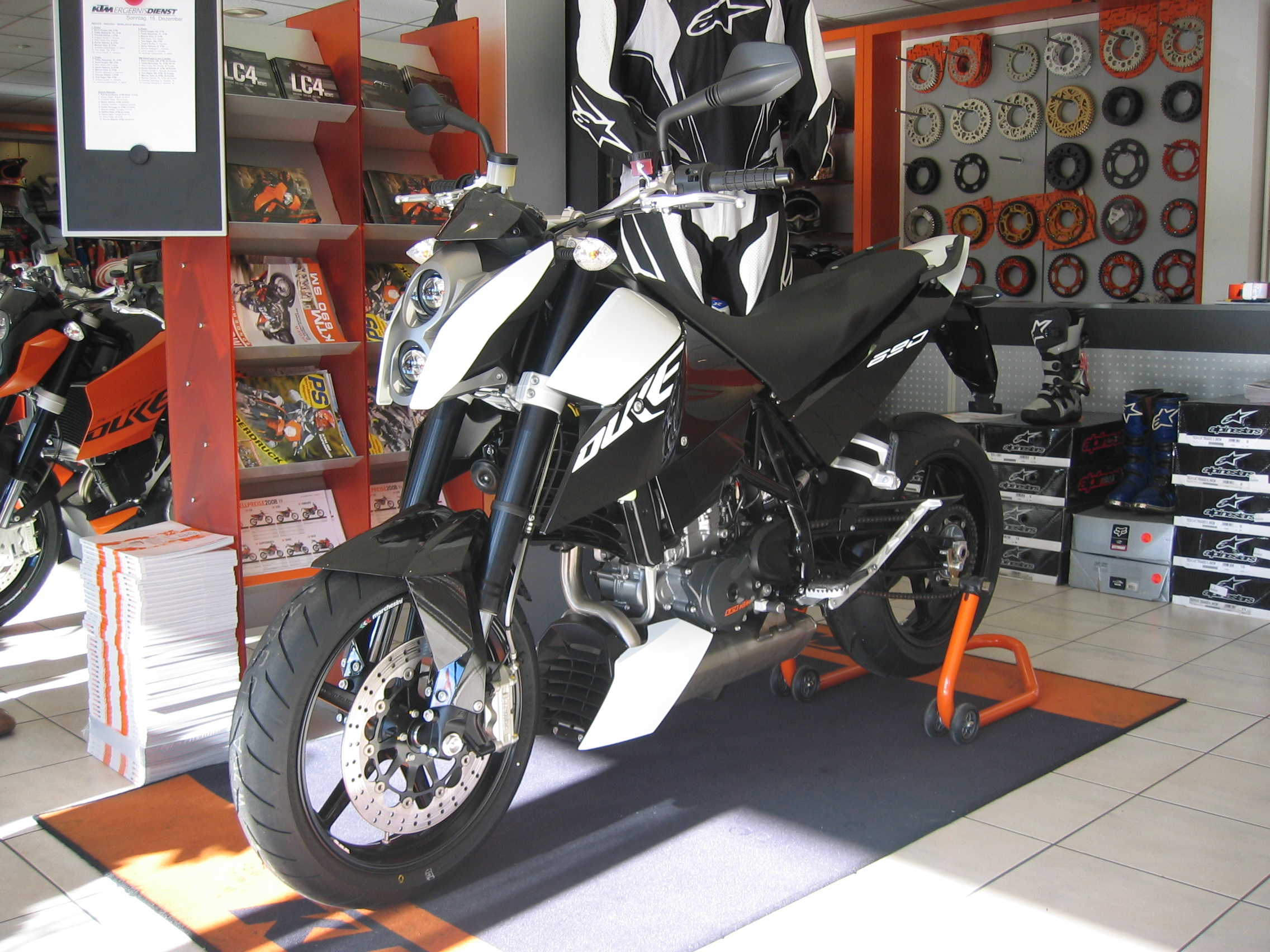
Duke 690 del 2009

Prodotta a partire dal 2007, con la denominazione di Duke 690 e una cilindrata effettiva di 654 cm³ (in questo caso ottenuta da un aumento di 1 mm dell'alesaggio e un ulteriore aumento della corsa, arrivata a 80 mm), dal 2010 è stata affiancata dal modello "R" di cilindrata effettiva di 690 cm³ (con la corsa del pistone portata a 84,5 mm).

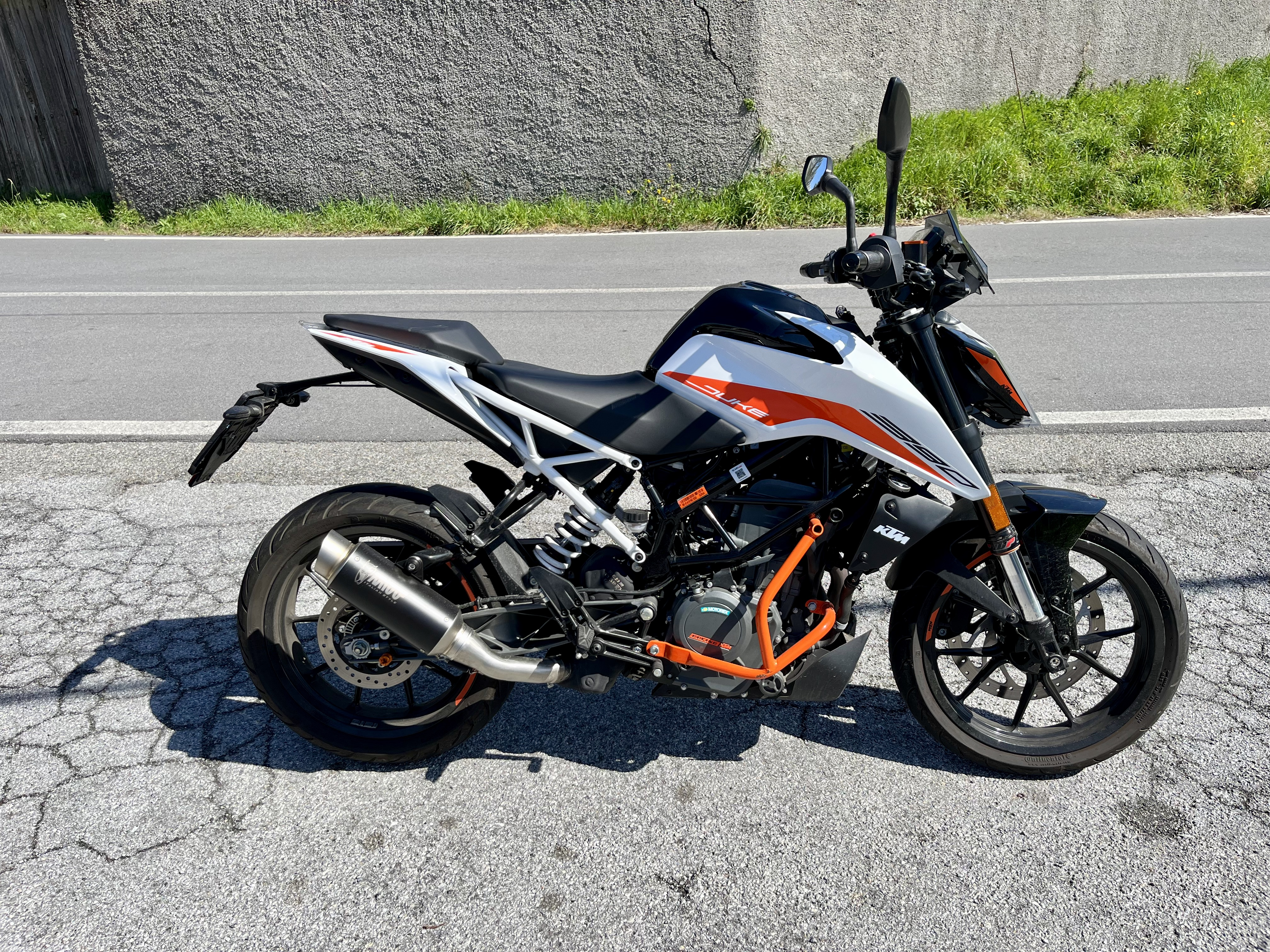
Duke 390 model year 2021

Dal 2011 è stata resa disponibile anche una versione completamente nuova della Duke, da 125 cm³ di cubatura che riprende le linee della Super Duke, specificatamente destinata al pubblico più giovane e guidabile dai 16 anni. Tale modello viene prodotto in India dalla Bajaj Auto nello stabilimento di Chakan. L'anno successivo, ad EICMA vennero introdotte anche la 200 cm³ e la 390 
 cm³ fabbricate anch’esse in India e poste in vendita dal 2013.
Dopo che per tutti i primi anni di produzione la Duke era resa disponibile quasi esclusivamente con il colore arancio caratteristico della casa austriaca, le ultime versioni sono state commercializzate in una gamma più ampia di colorazioni tra le quali il bianco e il nero.
Nel marzo 2015 viene presentata l’inedita Duke 250, modello derivato dal 390 con motore dalla cilindrata effettiva di 248,8 cm³ e ciclistica della 390.
Ad EICMA nel novembre 2015 viene presentata la Duke 690 e 690 R aggiornata; esteticamente simile al precedente modello, il motore della 690 “base” presenta una nuova testata, aumento dell’alesaggio e diminuzione della corsa per erogate una potenza massima di 73 CV e la coppia massima sale a 74 Nm. La 690 R invece eroga 75 CV e presenta il nuovo scarico Akrapovic. Entrambi i modelli sono omologati Euro 4.

### Restyling 2017
Ad EICMA nel novembre 2016 i modelli 125, 250 e 390 vengono rivisti esteticamente con una nuova veste leggermente più squadrata, simile al modello Super Duke 1290 R. Il telaio posteriore reggisella è ora a vista, vi è un nuovo fanale anteriore, le fiancate sono più appuntite, le maniglie laterali sono ora perfettamente integrate nel codone senza influenzare la linea, il serbatoio è più capiente passando da 11,6 a 13,4 litri e lo scarico non rimane più nascosto nella parte bassa della moto ma sporge sul lato.
Le vendite partono dai primi mesi del 2017 e le motorizzazioni rispettano gli standard Euro 4 sulle emissioni.
Il modello 200 non sarà più venduto nel mercato europeo ma continuerà ad essere prodotto per l’Asia e il Sud America.
Nel gennaio 2021 i modelli 125 e 390 vengono adeguati alla normativa Euro 5.

## 790/890 Duke
La casa austriaca ha presentato all'apertura della 74ª edizione del Salone EICMA 2017 una nuova concept bike, naked, denominata 790 Duke dotata di un motore da 800cc bicilindrico frontemarcia di nuova generazione, l'LC8c.
La moto dispone di soluzioni tecnologiche all'avanguardia, ne sono un esempio le forcelle a steli rovesciati della WP ancora in fase "sperimentale" e gli svariati controlli elettronici che avrà anche il modello di serie:  acceleratore 'ride-by-wire', diversi riding-modes, un controllo di trazione a più livelli e una piattaforma inerziale IMU.
La versione definitiva viene messa in vendita a partire dal 2018 con una potenza dichiarata di 77 kW (105 CV) e una coppia di 86 Nm a 8.000 giri.
Nel 2021 esce la 890 Duke, anticipata l'anno precedente dalla versione più raffinata R, con motore di 890 cc, potenza di 121 CV e coppia di 99 Nm a 7.750 giri.

## Super Duke

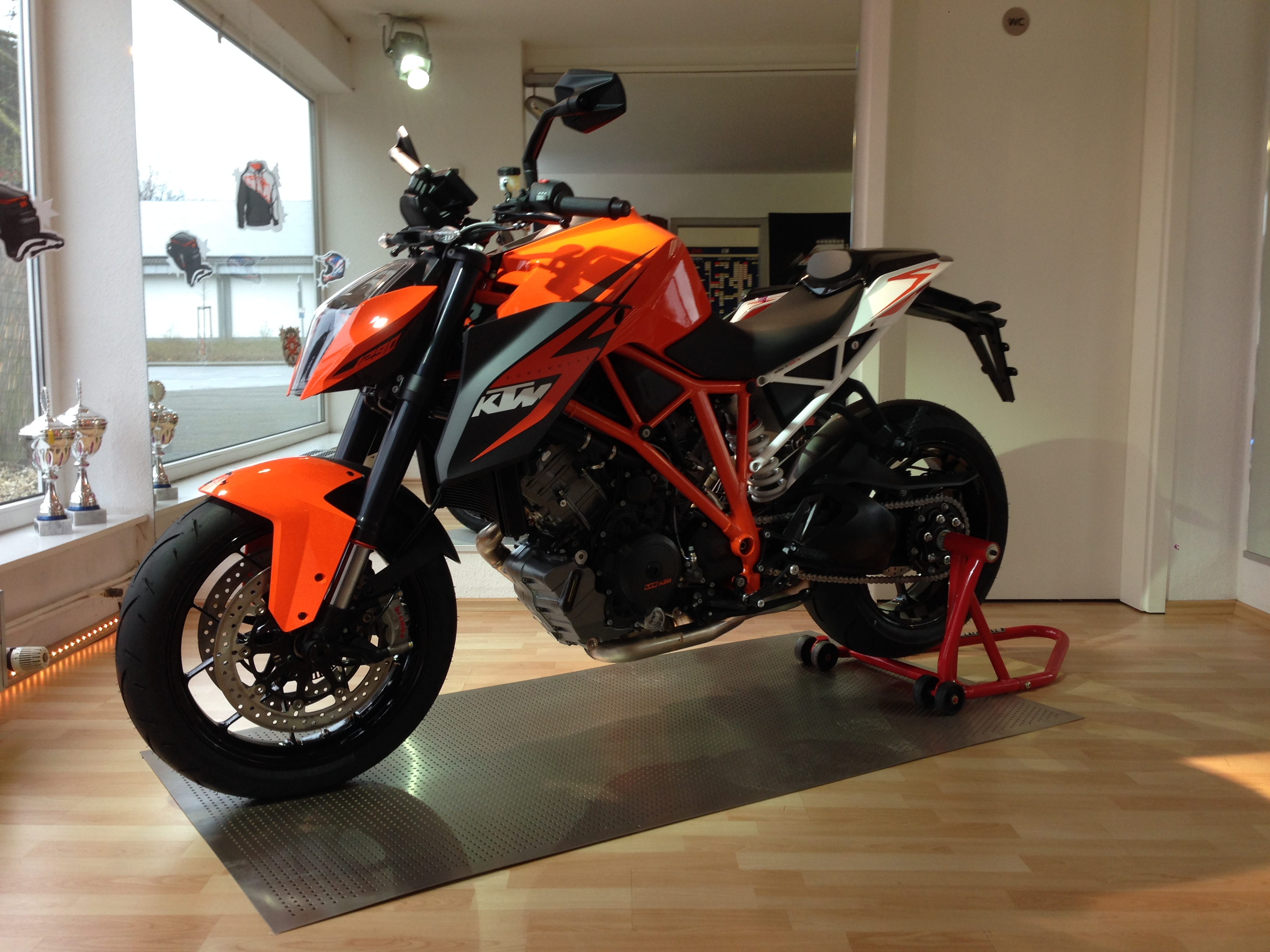
KTM 1290 Super Duke

Della serie Duke, a partire dal 2005, è entrata a far parte anche la Super Duke 990 che oltre ad avere una cilindrata effettiva di 999 cm³, è equipaggiata con un propulsore bicilindrico a V, sempre a quattro tempi e raffreddato a liquido.
Al momento dell'uscita si trattava della versione che presentava le migliori prestazioni motoristiche, con una potenza che nella versione 990 Super Duke R arriva a 97 kW (132 CV) e 102 N m di coppia.
Nel 2013 è uscita la nuova Super Duke 1290 in grado di erogare 127 kW (173 CV).
Al salone EICMA 2015 debutta la versione Sport Tourer contraddistinta dalla sigla GT, tale modello monta il bicilindrico a V di 75° completamente rivisto nella testata, camere di combustione, e alzata delle valvole, ed eroga 173 cv a 9.500 giri, e 144 Nm di coppia massima a 6.750 giri